# Droga krajowa nr 10 (Węgry)
Droga krajowa nr 10 (węg. 10-es főút) – droga krajowa w komitatach Komárom-Esztergom i Pest w północno-zachodnich Węgrzech o długości 76 km.

## Przebieg
- Budapeszt – skrzyżowanie z 11
- Pilisvörösvár
- Dorog – skrzyżowanie z 117 i z 111
- Tát – skrzyżowanie z 11
- Nyergesújfalu
- Lábatlan
- Almásfüzitő – skrzyżowanie z 1